# Liste von Regionalmuseen
Ein Regionalmuseum ist ein Museum zur Geschichte einer durch bestimmte Merkmale definierten Region und weist damit häufig einen regional spezifischeren Charakter auf als ein herkömmliches Heimatmuseum.

## Regionalmuseen (Auswahl)

### Deutschland
- Burgmuseum Parsberg, Regionalmuseum in Parsberg
- Fichtelgebirgsmuseum, Regionalmuseum in Wunsiedel
- Fränkische Schweiz-Museum, Regionalmuseum über die Fränkische Schweiz in Tüchersfeld
- Hunsrück-Museum, Stadt Simmern/Hunsrück
- Markgräfler Museum Müllheim, Regionalmuseum des Markgräflerlandes
- Naturkundemuseum Leipzig, städtisches Regionalmuseum mit geologischen, botanischen und archäologischen Sammlungen
- Ostfriesisches Landesmuseum Emden, Regionalmuseum mit dem Schwerpunkt Emden/Friesland/Europa
- Regional-Museum Sehnde
- Regionalmuseum Neubrandenburg
- Regionalmuseum Xanten
- Sauerland-Museum, historisches Regionalmuseum
- Schwedenspeicher-Museum, zur Region Stade
- Siebengebirgsmuseum, Regionalmuseum in Königswinter
- Vortaunusmuseum, Regionalmuseum in Oberursel
- Fränkisches Museum Feuchtwangen, Feuchtwangen

### Weitere
- Archäologisches Regionalmuseum, Palermo, Italien
- Regionalmuseum Núcleo Visigótico, Beja, Portugal
- Zeitgeschichte Museum Ebensee, geschichtliches Regionalmuseum, Österreich